# Вулиця Потелицька
Вулиця Потелицька — вулиця в Личаківському районі Львова, у місцевості Нове Знесіння. Пролягає від вулиці Новознесенської на південь, у бік залізниці, паралельно вулиці Таращанській, завершується глухим кутом. Сполучається проїздом із вулицею Молочною.

## Історія та забудова
Виникла у першій третині XX століття у складі селища Знесіння під назвою Ясна. У 1933 році отримала назву Козя. За радянських часів, у 1950 році перейменована на Молочну бічну, сучасну назву має з 1993 року, на честь села Потелич на Львівщині.
Забудована одно- та триповерховими будинками 1930-х років у стилі конструктивізм.
У липні 2018 року на сесії Львівської міської ради ухвалили рішення про присвоєння скверові, розташованому між вулицями Потелицькою і Молочною, імені Олега Лишеги, на честь українського поета, драматурга і перекладача Олега Лишеги, який мешкав на сусідній вулиці Новознесенській.